# Juruá (rivier)
De Juruá (Spaans: Río Yuruá, Portugees: Rio Juruá) is een van de zijrivieren van de Amazone gelegen ten westen van de rivier de Purus. Zij stroomt door Peru en Brazilië. De rivier is ongeveer 2.410 kilometer lang waarvan 1.823 km bevaarbaar is. Het is hiermee een van de langste zijrivieren van de Amazone.